# Wyż Południowego Oceanu Spokojnego
Wyż Południowego Oceanu Spokojnego – wyż baryczny na południowym Oceanie Spokojnym, nazywany jest także Wyżem Wyspy Wielkanocnej (ang.  South Pacific High, Easter Island High). 
Pozycja tego wyżu to około (40°S, 90°W) w lecie na półkuli południowej (grudzień, styczeń, luty).